# ارنست ایبه
ارنست ایبه (آلمانی: Ernst Ihbe; ۲۰ دسامبر ۱۹۱۳ – ۳۰ اوت ۱۹۹۲) دوچرخه‌سوار اهل آلمان بود.
وی در مسابقات کشوری و بین‌المللی در مجموع برندهٔ ۱ مدال طلا شده‌است.